# Peter Jan Schoomaker
Peter Jan Schoomaker, ameriški general, * 12. februar 1946.
V letih 2003–2007 je bil Načelnik Generalštaba Kopenske vojske ZDA.